# Гротеска
Гротеска в ежедневния език означава нещо странно, причудливо, фантастично, но и грозно или изопачено и за това е често използвана да показва странни и изкривени форми, включително и в сакралното изкуство.
Понятието възниква през Ренесанса в Италия, след откриването на забравени антични подземия, наречени „пещери“ (итал. grotta: пещера), изпълнени с фрески на митични чудовища и фантастични същества. В изкуствознанието гротеската се разглежда като предходно и паралелно на карикатурата явление, макар и двете да имат доста общи черти и в ежедневието термините често да биват смесвани.